# سرای نورمحل

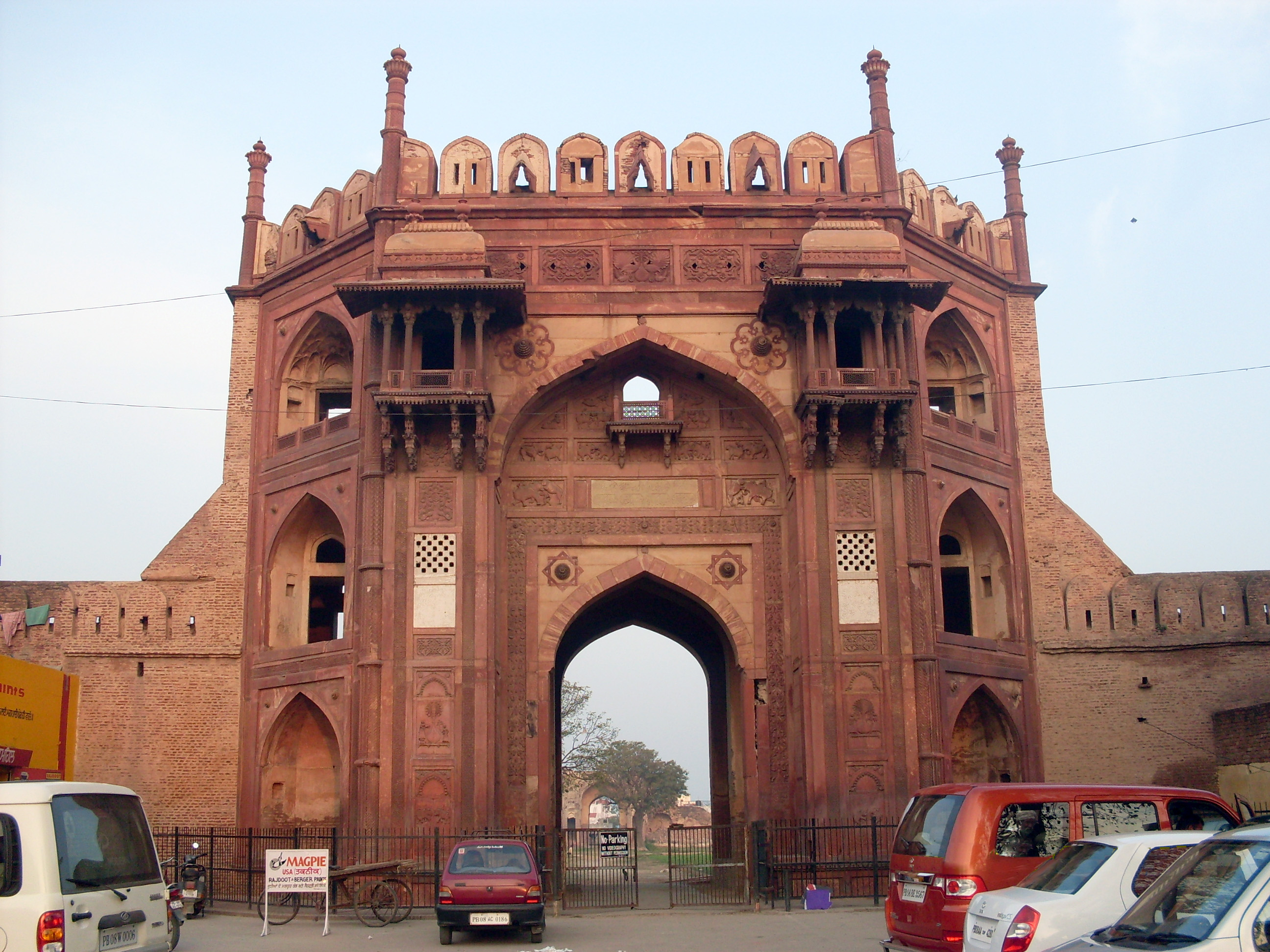

سرای نورمحل یا سرای مغولی، مسافرخانه‌ای با اهمیت تاریخی در نورمحل در نزدیکی جلندر در پنجاب ،هندوستان است. این بنا به دستور نورجهان، همسر جهانگیرشاه، چهارمین پادشاه سلسله گورکانیان هند و با نظارت زکریا خان در ۱۶۱۸ ساخته شد. این بنا نمونه جالب توجهی از معماری شرقی به شمار می‌رود و باستان‌شناسان هندی در حال حاضر کار نگهداری از آن را برعهده دارند.